# Retrato Lansdowne
El retrato Lansdowne es un retrato icónico de tamaño natural de George Washington pintado por Gilbert Stuart en 1796. Representa al presidente de los Estados Unidos de 64 años durante su último año en el cargo. El retrato fue un regalo para el exprimer ministro británico William Petty, primer marqués de Lansdowne, y pasó más de 170 años en Inglaterra.
Stuart pintó tres copias del Lansdowne y cinco retratos que estaban estrechamente relacionados con él. Su copia más famosa ha estado colgada en el East Room de la Casa Blanca desde 1800. Numerosos otros artistas también pintaron copias.
En 2001, para evitar la posible venta del retrato original en una subasta, la Galería Nacional de Retratos en Washington D. C. lo compró por $20 000 000.

## Tratado de Jay
El retrato Lansdowne probablemente (y fantasiosamente) representa el discurso anual del 7 de diciembre de 1795 del presidente Washington ante el Cuarto Congreso de los Estados Unidos. El muy impopular tratado de Jay, que resolvió las reclamaciones entre los Estados Unidos y Gran Bretaña que quedaron de la guerra de independencia, se había presentado al Senado de los Estados Unidos para su aprobación a principios de año. El Senado celebró una sesión especial para debatir el tratado en junio, en la que la oposición había sido feroz. Solo dos tercios de los 30 senadores (el mínimo requerido por la Constitución de los Estados Unidos) aprobaron el tratado a mediados de agosto, y Washington, que apoyó firmemente el tratado, lo firmó a fines de agosto. En su discurso anual, pronunciado ante el Congreso el día de la inauguración de su próxima sesión, el presidente reconoció la lucha por el tratado de Jay y pidió la unidad. Hubo un resentimiento persistente en la Cámara de Representantes, que expresó su disgusto al negarse a obtener fondos apropiados para la implementación del tratado hasta abril de 1796.
En Inglaterra, el retrato Lansdowne fue celebrado como el respaldo de Washington al tratado de Jay:

El retrato que presentó el presidente  [sic] al marqués de Lansdowne es una de las mejores imágenes que hemos visto desde la muerte de Reynolds. La vestimenta que lleva es de terciopelo negro liso; tiene su espada puesta, sobre la empuñadura de la cual una mano descansa mientras la otra está extendida, a la vez que la figura está de pie y se dirige al Salón de la Asamblea. El momento es de que cuando recomendó la unión inviolable entre América y Gran Bretaña.

El discurso de Washington del 7 de diciembre de 1795 fue el último que entregó al Congreso en persona. Al año siguiente, el presidente publicó su discurso de despedida en los periódicos, en lugar de entregarlo al Congreso.

## Gilbert Stuart
Gilbert Stuart y su familia eran lealistas y se mudaron de Rhode Island a Canadá a principios de la guerra de independencia. El propio Stuart vivió y pintó en Londres de 1775 a 1787, y en Dublín de 1787 a 1793. Después de casi dieciocho años en el extranjero, el artista regresó a los Estados Unidos a principios de 1793.
Lord Lansdowne, quien como primer ministro británico había asegurado un final pacífico de la guerra, encargó a Stuart que pintara un retrato de George Washington. Lansdowne pudo haber realizado el pedido antes de la partida del artista a los Estados Unidos en 1793. Stuart vivió y trabajó en la ciudad de Nueva York durante un año y medio antes de mudarse a Filadelfia en noviembre de 1794. Informó a su tío en Filadelfia de su próxima llegada: «El objetivo de mi viaje es sólo conseguir una imagen del presidente y terminar la tuya.»
Filadelfia sirvió como capital nacional temporal desde 1790 hasta 1800, mientras Washington D. C. se encontraba en construcción. Stuart fue presentado al presidente en diciembre de 1794, en uno de los «salones» de los viernes a la noche de la señora Washington. Pero no fue hasta el otoño siguiente que Washington le concedió una reunión. Mientras tanto, Stuart reunió pedidos de retratos; entre sus papeles hay un documento titulado: «Una lista de caballeros que deben tener copias del retrato del presidente de los Estados Unidos», y fechado: «Filadelfia. 20 de abril de 1795». El nombre de Lord Lansdowne ocupaba el tercer lugar en la lista de treinta y dos suscriptores.

### Sesiones
Según Rembrandt Peale, el presidente Washington concedió una sola sesión conjunta a Stuart y a él «en el otoño de 1795». Stuart no estaba del todo satisfecho con el retrato de cabeza y busto resultante, pero aún pintó entre doce y dieciséis copias más. Ahora conocidos como los retratos de «estilo Vaughan», el original de estos se encuentra en la Galería Nacional de Arte.
Mientras visitaba Londres una década antes, el senador William Bingham de Pensilvania y su esposa, Anne Willing Bingham, tuvieron una sesión de posado con Stuart para que les hiciera un retrato familiar (hoy sin ubicar). El artista parece haberse acercado a la señora Bingham en busca de ayuda para que el presidente le conceda otra sesión:

Señor Stuart, Chestnut Street.
Sir
— Le prometí a la Señora Bingham pasar a buscarlo mañana a las nueve en punto, y deseando saber si le conviene hacerlo en su propia casa (ya que ella habló de la Casa del Estado), le envío esta nota para solicitarle información.
Soy Sir, su
obediente Siervt
Geo.
WASHINGTON.
Lunes por la tarde, 11 de abril 1796.

Según Rembrandt Peale, esta fue la única sesión que Washington concedió para el retrato Lansdowne. Tuvo lugar en el estudio (y alojamiento) de Stuart en la casa de William Moore Smith, en la esquina sureste de las calles 5th y Chestnut. Con un tiempo muy limitado, Stuart se vio obligado a concentrarse en la cabeza y el rostro del presidente. Hay múltiples afirmaciones sobre quién posó para el cuerpo de la figura, incluido su casero, Smith.
Stuart comenzó el retrato en Filadelfia y lo completó en Germantown, entonces a unos trece km de la ciudad. Para evitar distracciones, el artista alquiló una casa en Germantown en el verano de 1796 y montó un estudio en el segundo piso de su establo. Los Bingham habían disfrutado de la hospitalidad de Lord Lansdowne en Londres y convencieron a Stuart de que les permitiera pagar el retrato. Stuart completó el retrato de Lansdowne en el otoño de 1796, y el senador Bingham pagó su tarifa de $1000. Bingham hizo que le hicieran un marco ornamentado para el retrato y dispuso que se enviara a Inglaterra a finales de noviembre. Lord Lansdowne había recibido el retrato el 5 de marzo de 1797, cuando lo mencionó en una carta. La carta de agradecimiento de Lansdowne a la señora Bingham sobrevive, pero no tiene fecha:

A very fine portrait of the greatest man living in a magnificent frame found its way into my hall, with no one thing left for me to do regarding it, except to thank the amiable donor of it. It is universally approv'd and admir'd, and I see with satisfaction, that there is no one who does not turn away from every thing else, to pay their homage to General Washington. Among many circumstances which contribute to enhance the value of it, I shall always consider the quarter from whence it comes as most flattering, & I look forward with the greatest pleasure to the time of shewing you and Mr. Bingham where I have plac'd it.
Un retrato muy fino del hombre más grande vivo en un marco magnífico llegó a mi salón, sin nada más que hacer al respecto, excepto agradecer al amable donante. Está universalmente aprobado y admirado, y veo con satisfacción que no hay nadie que no se aparte de todo lo demás para rendir homenaje al general Washington. Entre las muchas circunstancias que contribuyen a realzar su valor, siempre consideraré el lugar de donde procede como el más halagador, y espero con el mayor placer el momento de mostrarles a usted y al señor Bingham donde lo he colocado.

### Copias
La primera copia del retrato de Stuart fue para los Bingham (ahora ubicado en la Academia de Bellas Artes de Pensilvania), y la habría completado antes de que el original saliera de su estudio a fines de 1796. El presidente y la primera dama visitaron Germantown el 7 de enero de 1797: «Camino [viajé] a German Town con la señora Washington para ver las pinturas del señor Stuarts.» La copia de Bingham todavía estaba en el estudio el 27 de julio de 1797, cuando Robert Gilmor Jr. la vio.  La copia de William Kerin Constable (ahora en el Museo Brooklyn) se completó ese mismo mes. Se presume que la copia de Gardiner Baker (ahora en la Casa Blanca) fue la copia encargada por Charles Cotesworth Pinckney en septiembre de 1796, probablemente como un regalo diplomático a Francia. Pinckney pagó pero nunca recuperó su copia del retrato del estudio de Stuart, y el artista parece haberlo revendido a Baker en diciembre de 1797.

## Procedencia
Después de la muerte de Lord Lansdowne, sus cuadros se vendieron en subasta. El Washington fue comprado por Samuel Williams, un comerciante inglés  [sic], por $2000. Williams posteriormente se declaró insolvente y sus acreedores se deshicieron del Washington por lotería. Se vendieron cuarenta boletos, a cincuenta guineas cada uno. La imagen recayó en el señor J. Delaware Lewis, sobrino del señor William D. Lewis, de Filadelfia. Pero pocos estadounidenses habían visto el cuadro, y el señor William D. Lewis, quien era el presidente del Comité de Arte, obtuvo el préstamo de su sobrino para la Exposición del Centenario. Se envió con la colección prestada desde Inglaterra, se desempacó en el Memorial Hall y se colgó en la sección británica antes de que el Comité de Bellas Artes conociera su llegada. Posteriormente se hizo un esfuerzo para transferirlo a la sección estadounidense, pero no tuvo éxito. Al cierre de la Exposición, fue devuelto a su propietario en Inglaterra.

### Cronología
- 1796 – Pintado por Gilbert Stuart.
- 1797 – Presentado por el senador William Bingham y su esposa Anne Willing Bingham como regalo a William Petty, el primer marqués de Lansdowne (fallecido en 1805).
- 1806 – Comprado en marzo, en la venta de la finca del marqués por Samuel Williams, un comerciante estadounidense que vivía en Inglaterra.[34]
- 1827 – Comprado mediante lotería por John Delaware Lewis (1774–1841), un comerciante estadounidense que vivía en Inglaterra.[34]
- 1841 – Heredado por John Delaware Lewis Jr. (1828–1884), hijo del estadounidense y más tarde miembro del Parlamento británico.[34]
- 1876 – Expuesto en la Exposición del Centenario en Filadelfia.
- 1884 – Heredado por Herman LeRoy Lewis.[34]
- 1889 – Adquirido por Archibald Philip Primrose, quinto conde de Rosebery; por ascendencia familiar a Lord Harry Dalmeny.[34]
- 1968 – Cedido en préstamo a largo plazo a la Galería Nacional de Retratos.[35]
- 2001 – Adquirido por la Galería Nacional de Retratos, con $20 millones de la Fundación Donald W. Reynolds.[2] La fundación donó $10 millones adicionales para renovar la Galería Nacional de Retratos y para financiar una exposición itinerante del retrato.[36]

## Descripción y análisis

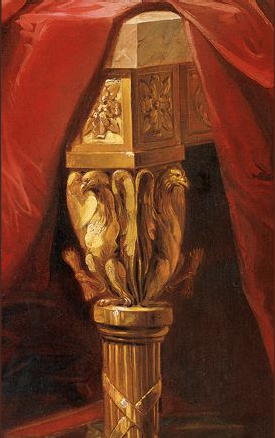
La pata de la mesa puede haberse inspirado en una maza ceremonial de madera utilizada por la Cámara de Representantes de los Estados Unidos (el símbolo de la Cámara de los Estados Unidos se inspiró en las fasces romanas). La maza de la Cámara era un manojo de juncos atados rematado con un águila calva, un símbolo estadounidense.

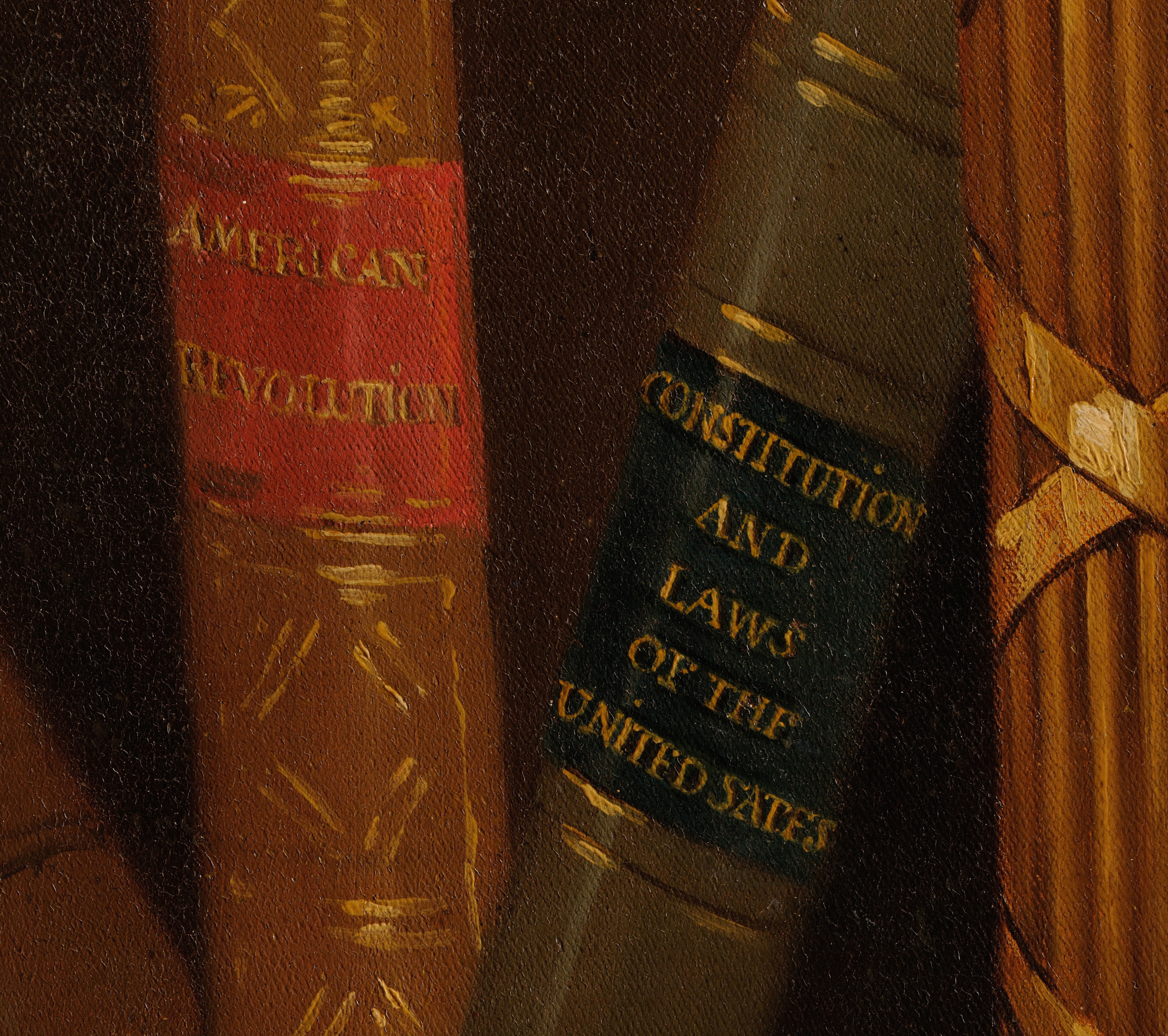
Detalle de las encuadernaciones de libros en la copia de la Casa Blanca del retrato Lansdowne. «UNITED STATES» es escrito como «UNITED SATES» para distinguir la copia.

La pintura está llena de simbolismo, extraído de los símbolos estadounidenses y romanos antiguos de la República romana. Stuart pintó a un Washington vigoroso y lleno de vida, mostrándolo de pie, vestido con un traje de terciopelo negro con una mano extendida levantada de manera oratoria. Detrás de Washington hay una fila de dos columnas dóricas, con otra fila a la izquierda. Envuelto alrededor y entre las columnas hay cortinas con borlas rojas.
El traje de Washington es sencillo, y la espada que sostiene en su costado izquierdo es una espada de gala y no una espada de batalla (que simboliza una forma democrática de gobierno, en lugar de una monarquía o una dictadura militar). En el cielo, nubes de tormenta aparecen a la izquierda mientras que un arco iris aparece a la derecha, lo que significa que la guerra de Independencia de los Estados Unidos dio paso a la paz y la prosperidad de los nuevos Estados Unidos después del tratado de París de 1783. El medallón en la parte superior de la silla muestra los colores rojo, blanco y azul de la bandera estadounidense.
Sobre y debajo de la mesa cubierta con un mantel a la izquierda hay dos libros: Federalist, probablemente una referencia a The Federalist Papers, y Journal of Congress, el Congressional Record. Hay otros cinco libros debajo de la mesa: los tres de la derecha son General Orders, American Revolution y Constitutional Bylaws, que simbolizan el liderazgo de Washington como comandante en jefe del Ejército Continental y presidente de la Convención de Filadelfia.
La pluma y el papel sobre la mesa significan el imperio de la ley. La pata de la mesa está tallada con fasces, un manojo de varillas de madera atadas que simbolizaba el poder y la autoridad imperial en la Antigua Roma. Sobre la mesa hay un tintero plateado, adornado con el escudo de armas de George Washington, que alude a su firma del tratado de Jay. Pluma y tintero descansan sobre perros plateados, antiguos símbolos de lealtad. Detrás de éstos, sobre la mesa, está el gran sombrero negro del presidente.
La expresión facial inusualmente tensa de Washington proviene de su famosa dentadura postiza. La escultura de mármol de Jean-Antoine Houdon de Washington muestra una expresión más natural. Stuart escribió: «Cuando lo pinté [a Washington], le acababan de colocar una dentadura postiza, lo que explica la expresión forzada tan notable en la boca y la parte inferior de la cara [...] El busto de Houdon no sufre de este defecto.»

## Versiones alternativas

### Retrato Constable-Hamilton
Stuart pintó un retrato sentado de Washington en 1797, basado en el Lansdowne. William Kerin Constable, quien encargó la copia del Lansdowne ahora ubicada en el Museo de Brooklyn, también encargó la versión sentada. Constable se lo presentó a Alexander Hamilton en 1797. El retrato permaneció en la familia Hamilton hasta 1896, cuando fue legado a la Biblioteca Lenox. La Biblioteca Lenox más tarde se fusionó con la Biblioteca Pública de Nueva York. El retrato se subastó en Sotheby's NY el 30 de noviembre de 2005, lote 3, y se vendió por $8 136 000. El retrato Constable-Hamilton se encuentra ahora en la colección del Crystal Bridges Museum of American Art, en Bentonville, Arkansas.

### Retrato Munro-Lenox
Stuart hizo varios cambios para el retrato Munro-Lenox (c. 1800): la cabeza de Washington está ligeramente girada y su mano está sobre la mesa, en lugar de hacer un gesto en el aire. El presidente mira directamente al espectador, en lugar de a un lado, lo que la convierte en una imagen más convincente que la de Lansdowne. La cabeza parece estar basada en del Athenaeum Portrait de Stuart (la imagen en el billete de un dólar). La pared detrás del presidente se baja, lo que permite una escena más dramática del sol atravesando las nubes de tormenta. Después de 135 años de propiedad de la Biblioteca Pública de Nueva York, el retrato Munro-Lenox fue ofrecido a subasta en 2005. No se vendió en una subasta, pero sí en una venta privada por una cantidad no revelada a Michael y Judy Steinhardt.
Stuart pintó tres copias a tamaño completo del retrato Munro-Lenox, una para la Casa del Estado de Connecticut en Hartford; y dos para Rhode Island: uno para la Casa del Estado en Providence y el otro para Old Colony House en Newport.

## Obras de Gilbert Stuart
| Tipo                    | Colección                                                                                           | Imagen                  | Artista                                | Completado           | Medio             | Dimensiones          | Notas |
| ----------------------- | --------------------------------------------------------------------------------------------------- | ----------------------- | -------------------------------------- | -------------------- | ----------------- | -------------------- | --- |
| Tipo Lansdowne          | |                         |                                        |                      |                   |                      | |
| Original                | Retrato Lansdowne Galería Nacional de Retratos, Washington D. C.                                    |                         | Gilbert Stuart                         | Otoño de 1796        | óleo sobre lienzo | 247,6 cm x 158,7 cm  | Iniciado el 12 de abril de 1796 Sin firmar y sin fechar Colocado en préstamo a largo plazo en la Galería Nacional de Retratos, 1968 Adquirido por la Galería Nacional de Retratos, 2001 |
| Copia                   | Pennsylvania Academy of the Fine Arts, Filadelfia, Pensilvania                                      | en el extremo izquierdo | Gilbert Stuart                         | en noviembre de 1796 | óleo sobre lienzo | 243,8 cm x 152,4 cm  | Encargado por el senador William Bingham Firmado y fechado: «G. Stuart, 1796» Presentado en el estudio de Stuart en Germantown, julio de 1797 Legado de Bingham a la PAFA en 1811 |
| Copia                   | Museo Brooklyn, Brooklyn, Nueva York                                                                |                         | Gilbert Stuart                         | Julio de 1797        | óleo sobre lienzo | 244,5 cm x 153 cm    | Encargado por William Kerin Constable Sin firmar y sin fechar Constable pagó a Stuart 500 dólares por «uno [retrato] del difunto presidente de los Estados Unidos en su totalidad.» El recibo de Constable de Stuart está firmado y fechado «Filadelfia. 13 de julio de 1797». Comprado por el museo en 1945 |
| Copia                   | Casa Blanca, East Room, Washington D. C.                                                            |                         | Gilbert Stuart (y William Winstanley?) | en diciembre de 1797 | óleo sobre lienzo | 241,3 cm x 151,9 cm  | Probablemente encargado por Charles Cotesworth Pinckney, en septiembre de 1796, como regalo diplomático a Francia. Sin firmar y sin fechar Comprado a Stuart por Gardiner Baker por 500, en diciembre de 1797. Expuesto en el Tammany Society Museum, Nueva York, febrero de 1798. Comprado para la Casa Blanca por $800, julio de 1800. Rescatado por la primera dama Dolley Madison antes del incendio de la Casa Blanca el 24 de agosto de 1814 por parte de los británicos. |
| Tipo Constable-Hamilton | |                         |                                        |                      |                   |                      | |
| Original                | Retrato Constable-Hamilton Crystal Bridges Museum of American Art, Bentonville, Arkansas            |                         | Gilbert Stuart                         | Julio de 1797        | óleo sobre lienzo | 127 cm x 101.6 cm    | Encargado por William Kerin Constable, como regalo a Alexander Hamilton. Constable pagó 250 dólares por el retrato de «medio cuerpo». Su recibo de Stuart está firmado y fechado «Filadelfia. 13 de julio de 1797». Legado a la Biblioteca Lenox en 1896 (más tarde fusionada con la Biblioteca Pública de Nueva York) Subastada en Sotheby's NY, 30 de noviembre de 2005, lote 3.                                                                                              |
| Tipo Munro-Lenox        | |                         |                                        |                      |                   |                      | |
| Original                | Retrato Munro-Lenox Coleección privada                                                              |                         | Gilbert Stuart                         | c. 1800              | óleo sobre lienzo | 241.3 cm x 162.6 cm  | Encargado por Peter Jay Munro Firmado «G. St.» (en la pata de la mesa), sin fechar Donado a la Biblioteca Lenox, 1870. Subastada en Sotheby's NY, 30 de noviembre de 2005, lote 5. |
| Copia                   | Old State House, Museo de la Biblioteca Estatal de Connecticut, Hartford, Connecticut               |                         | Gilbert Stuart                         | Abril de 1801        | óleo sobre lienzo | 240,4 cm x 146,1 cm  | Encargado por la Asamblea General de Connecticut, mayo de 1800. Connecticut pagó $600 dólares por el retrato. El recibo, firmado por Stuart y fechado el 4 de abril de 1801, se encuentra en los Archivos del Estado de Connecticut. |
| Copia                   | Casa del Estado de Rhode Island, State Reception Room, Providence, Rhode Island.                    |                         | Gilbert Stuart                         | en octubre de 1801   | óleo sobre lienzo | 243,84 cm x 152,4 cm | Rhode Island tenía oficinas estatales tanto en Providence como en Newport (hasta 1901). La Asamblea General de Rhode Island encargó dos copias del retrato Munro-Lenox en 1800, una para cada legislatura. El elaborado marco de madera fue tallado y pintado por Martin Jugiez, un tallador de Filadelfia. Ambos retratos (y sus marcos ornamentados) fueron transportados en barco desde Filadelfia y llegaron a Newport en octubre de 1801.                                  |
| Copia                   | Old Colony House (anteriormente la Casa del Estado de Rhode Island, Newport), Newport, Rhode Island |                         | Gilbert Stuart                         | en octubre de 1801   | óleo sobre lienzo |                      | Old Colony House sirvió como Casa Estatal de Rhode Island hasta 1901. El elaborado marco de madera fue tallado y pintado por Martin Jugiez, un tallador de Filadelfia. Llegó por barco a Newport, octubre de 1801. |

## Copias pintadas por otros artistas
Los retratos Lansdowne y Munro-Lenox fueron copiaron muchas veces y se reprodujeron en impresiones de amplia circulación. William Winstanley (1775–1806), un paisajista británico que trabajaba en los Estados Unidos, pintó, según se informa, seis copias a tamaño real del Lansdowne. Durante el siglo XIX, Jane Stuart (la hija del artista) pintó múltiples copias del Lansdowne en tamaños completos y reducidos. Alonzo Chappel incluyó elementos del Lansdowne en su retrato sentado de Washington de alrededor de 1860 (Museo Metropolitano de Arte).